# 大串啓二
大串 啓二（おおぐし けいじ、1934年4月3日 - 2020年3月17日）は、日本の元陸上競技選手、陸上競技指導者。専門は短距離、ハードル。

## 経歴
佐賀県杵島郡六角村東郷（現在の白石町東郷）出身。
佐賀県立佐賀農業高等学校を卒業後、佐賀県立白石高等学校の定時制に1年通学して東京教育大学へ進学。
東京教育大学時代は第10回国民体育大会（1955年、神奈川県）で男子400mハードルで優勝したのを始め、400m走とハードルの二刀流で活躍、大学時代には1956年メルボルンオリンピックに出場。そのメルボルンオリンピックでは男子400mハードルに出場、53秒22【電気計時】の日本学生記録（当時）を樹立した。
1957年の世界大学スポーツ選手権（フランス・パリ）陸上競技の男子400mハードルで銅メダル（3位）を獲得している。
東京教育大学卒業後は教職へ進んだが、旭化成が静岡県富士市に陸上競技部を設立（後に本拠地を宮崎県延岡市へ移転）した際に誘いを受けて旭化成に入社して競技を続ける。旭化成の選手として1960年ローマオリンピック、1964年東京オリンピックに出場。1962年アジア競技大会（インドネシア・ジャカルタ）では男子400mハードルで金メダルを獲得。東京オリンピックでは陸上競技日本代表主将を務めた。
引退後は旭化成で指導者となり、宗茂・宗猛兄弟を始めとする後進の指導に当たると共に、日本陸上競技連盟理事・総務委員長などを務め、ソウル・バルセロナのオリンピックニ大会連続で陸上競技日本代表監督を務める。その後は日本陸上競技連盟顧問、東京陸上競技協会副会長などを歴任した。
2020年3月17日、肺炎のために死去。85歳没。